# 是拉差
是拉差（Si Racha 或 Sriracha，泰語： sǐrātɕʰā）是泰國春武里府的一個小城。位於泰國灣的東岸，在曼谷東南120公里。

## 是拉差龍虎園
是拉差龍虎園在1997年4月23日開幕，是亞洲最大的老虎公園，佔地約100多公頃，飼養由200多隻孟加拉虎 及超過100,000尾鱷魚。亦有其它種類的動物，例如：馬、象、駱駝、羊、蛇、猴子等。